# استحواذ إيلون ماسك على تويتر
اقترح رجل الأعمال الأمريكي إيلون ماسك في الرابع عشر من نيسان/أبريل 2022 شراء شركة التواصل الاجتماعي تويتر، بعد أن استحوذ سابقًا على 9.1% من أسهم الشركة مقابل 2.64 مليار دولار، ليصبح أكبر مساهم منفرد. بعدها دعت تويتر إيلون ماسك للانضمام إلى مجلس إدارة الشركة، وهو ما وافق عليه ماسك قبل أن يغيّر رأيه. استجابةً لاقتراح ماسك، أعلن موقع تويتر عن إستراتيجية حبّة السم (بالإنجليزية: poison pill) للسماحِ للمساهمين بشراء أسهم إضافية في حالة حدوث صفقة شراء. وافقَ مجلس إدارة تويتر في الخامس والعشرين من نيسان/أبريل من نفس العام وبالإجماعِ على عرض شراء ماسك بقيمة 44 مليار دولار، مع وضع الشركة لتُصبح شركة خاصة. اعتبارًا من نيسان/أبريل 2022، فإنَّ الاستحواذ في انتظار موافقة الجهات التنظيميّة والمساهمين.

## خلفية
نشر إيلون ماسك أول (تغريدة) له على حسابه الشخصي على تويتر في يونيو 2010، وكان لديه أكثر من 80 مليون متابع وقت الشراء. في ديسمبر 2017، وردًا على تغريدة تقترح على ماسك أن يشتري تويتر، أجاب: «كم سعره؟».
عُلِّقَ في 20 آذار/مارس 2022 حساب تويتر الخاص بالموقع الساخر المحافظ ذا بايلون بي (بالإنجليزية: The Babylon Bee) لإشارته إلى مساعدة وزير الصحة الأمريكية راشيل ليفين، وهي امرأة متحولة جنسيًا، على أنها «رجل العام»، والتي ذكر موقع تويتر أنَّ التغريدة انتهكت سياستهُ بشأنِ «السلوك البغيض» (بالإنجليزية: hateful conduct). رفض موقع ذا بايلون بي حذف التغريدة لاستعادة الوصول إلى الحساب، ورفض تويتر طلب استئنافهم. بحسبِ سيث ديلون، الرئيس التنفيذي لشركة ذا بايلون بي، اتصل ماسك بالموقع بعد فترة وجيزة من التعليق لتأكيد ما إذا كان قد تم تعليقهم، والذي اعتقد أنه «قد يحتاج إلى شراء تويتر». بدأ ماسك في 24 آذار/مارس بنشرِ تغريدات تنتقدُ موقع تويتر،  كما استطلعَ آراء متابعيه حول ما إذا كان تويتر يلتزم بمبدأ أنَّ «حرية التعبير ضرورية لديمقراطية فاعلة».

## الخطط والمواصفات
صرح ماسك أن خطته الأولى هي جعل الخوارزمية التي تُصنّف التغريدات في تغذية المحتوى مفتوحة المصدر، من أجل زيادة الشفافية. وقد صرح بنيته لإزالة برامج التتبع غير المرغوب فيها، و«مصادقة جميع البشر الحقيقيين»،  كما اقترح زر لتعديل التغريدات فضلًا عن اقتراحهِ بشكل استفزازي تحويل المقر الرئيسي في سان فرانسيسكو إلى ملجأ للمشردين «... حيث لا يظهر أحد على أي حال.» غرَّد الرئيس التنفيذي السابق لشركة تويتر، جاك دورسي، بدعمه لعملية الاستحواذ، قائلًا: «إيلون هو الحل الوحيد الذي أثق به.» صرَّح ماسك لاحقًا أنه لا يثقُ في الإدارة.

## مقدمة

### التطورات المبكرة
بدأ ماسك في شراء أسهم تويتر في 31 كانون الثاني/يناير 2022. أعلن ماسك في 4 نيسان/أبريل أنه استحوذ على 9.1 في المائة من أسهم تويتر مقابل 2.64 مليار دولار في 14 آذار/مارس،  مما يجعله أكبر مساهم في الشركة. بعد الإعلان، شهد سهم تويتر أكبر ارتفاع خلال اليوم منذ الاكتتاب العام الأولي للشركة (IPO) في عام 2013، حيث ارتفع بنسبة تصل إلى 27 بالمائة. دعا تويتر في الخامس من نيسان/أبريل ماسك للانضمامِ إلى مجلس إدارة الشركة،  وهو ما وافق عليه ماسك. كان الموقف سيمنع ماسك من تجاوز حصّة الملكية البالغة 14.9 في المائة. بعد أربعة أيام، وقبل أن يُصبح تعيين ماسك ساري المفعول، تراجع ماسك عن قراره بالانضمام إلى مجلس الإدارة بعد نشر عدة تغريدات تنتقد الشركة. أحد الأسباب التي جعلت ماسك يعتقد أنه لم ينضم إلى مجلس الإدارة هو أن أعضاء مجلس الإدارة مقيّدون بحصة 15% في تويتر لكل منهم.

### عرض الاستحواذ
قدم ماسك في 14 أبريل عرضًا غير ملزمٍ و«غير مرغوبٍ فيه» لشراء الشركة مقابل 43 مليار دولار، أو 54.20 دولارًا للسهم الواحد، واعتبارها شركة خاصة. وُصفَ العرض على أنه محاولة استحواذ عدائية،  مع رد الشركة بأن مجلس الإدارة «سوف يُراجع العرض بعناية لتحديد مسار العمل الذي يعتقد أنه في مصلحة الشركة ولجميع المساهمين في تويتر.» صرح ماسك بأنه يؤمن بقدرة الشركة على أن تكون منصة لحرية التعبير في جميع أنحاء العالم، واصفًا حرية التعبير بأنها «ضرورة مجتمعية لديمقراطية فاعلة» وأصرَّ على أنه لم يقدم عرضًا لزيادة ثروته. يُعتقد أن سعر السهم البالغ 54.20 دولارًا هو إشارة إلى 420، وهو مصطلح عام في ثقافة القنب لاستهلاك الماريجوانا.
أعلن مجلس إدارة تويتر في 15 نيسان/أبريل عن إستراتيجية حبة السم (بالإنجليزية: poison pill)، والتي من شأنها أن تسمح للمساهمين بشراء مخزون إضافي في حالة حدوث عملية استحواذ عدائية وستنتهي الخطّة أو الاستراتيجيّة في 14 نيسان/أبريل 2023 أي بعد عامينِ من تفعيلها. كشفَ ماسك في 20 من نفس الشهر أنه حصل على تمويل بقيمة 46.5 مليار دولار من عددٍ من البنوك والشركات بينها مورغان ستانلي، بنك أمريكا، باركليز، ميتسوبيشي يو اف جيه المالية القابضة، سوسيتيه جنرال، بنك ميزوهو، وبي إن بي باريبا لتقديمِ عرضٍ للاستحواذ على الشركة. سجَّل ماسك بعد يومينِ ثلاث شركات قابضة تحت اسم «X Holdings» استعدادًا للاستحواذ على موقع التدوين المصغَّر.

## الشراء
ذكرت العديد من المصادر في 24 نيسان/أبريل أنَّ تويتر كان في مفاوضات نهائية لقبول عرض ماسك،  مع توقع التوصل إلى صفقة بحلول اليوم التالي. ومع ذلك، حذرت رويترز من أن الصفقة قد تنهار في اللحظة الأخيرة. وافق مجلس إدارة تويتر علنًا وبالإجماع على عرض الاستحواذ في 25 نيسان/أبريل (اليوم الموالي) مُقابل 44 مليار دولار، وسيُصبح تويتر شركة خاصة بمجرد اكتمال الصفقة في وقتٍ ما في عام 2022. أعاد ماسك التأكيد على خططه المستقبليّة لتويتر بعد قبول عرضه، بما في ذلك إدخال ميزات جديدة، وجعل الخوارزميات مفتوحة المصدر، والحد من الحسابات الوهميّة كما أكَّد على مفهومِ «مصادقة جميع البشر». سوف تتطلب الصفقة موافقة المساهمين والجهات التنظيمية قبل أن يتم الانتهاء منها،  على الرغم من أن المحللين يعتقدون أنه من غير المرجح أن يتم الطعن فيها من قبل المنظمين. وردت أنباءٌ بأن الرئيس التنفيذي لشركة تويتر باراغ أغراوال سيحصل على 39 مليون دولار من عملية الاستحواذ بينما سيحصل مؤسس تويتر المشارك جاك دورسي على 978 مليون دولار.

## ردود الفعل
بعد تقديم ماسك لمجلس إدارة تويتر في 5 أبريل، كتب أغراوال أنه يعتقد أن تعيين ماسك سيحقق قيمة طويلة الأمد للشركة، بينما كتب دورسي أن ماسك «يهتم بشدة بعالمنا ودور تويتر فيه». صرح أغراوال في 11 نيسان/أبريل أنه يعتقد أن انسحاب ماسك من مجلس الإدارة كان «للأفضل»، مشيرًا إلى أن الشركة «ستظل منفتحة على مدخلاته». رَفعَ مساهمو تويتر في اليومِ التالي دعوى قضائية ضد ماسك بزعم التلاعب بسعر سهم الشركة وانتهاك قواعد هيئة الأوراق المالية والبورصات الأمريكية.
أعربَ موظفو تويتر في 14 نيسان/أبريل عن قلقهم من آراء ماسك حول حريّة التعبير،  والتي رددها خبراء تقنيون آخرون. أعرب العديد من المعلقين والسياسيين المحافظين عن حماسهم للتغييرات التي اقترحها ماسك على تويتر. حثت الرابطة الوطنية الحضرية في 19 نيسان/أبريل تويتر على رفض عرض استحواذ ماسك، محذرةً من العواقب السلبية المحتملة على الحقوق المدنية للمستخدمين. طالب جمهوريون في 22 نيسان/أبريل مجلس النواب في الولايات المتحدة بأن يحتفظ مجلس إدارة تويتر بجميع السجلات المتعلقة باقتراح ماسك للاستيلاء، مما يمهد الطريق أمام احتمال تحقيق في الكونغرس عقب الانتخابات النصفيّة لعام 2022. وفقًا لاستطلاع أجراه مركز الدراسات السياسية الأمريكية بجامعة هارفارد واستطلاع هاريس، فقد وافق 57 بالمائة من الناخبين الأمريكيين على شراء ماسك لموقع تويتر. أشاد جيمي باترونيس، المدير المالي لولاية فلوريدا، بعرض ماسك وانتقدَ إستراتيجية حبة السم التي أقرَّها مجلس إدارة تويتر في وقتٍ سابق.
في 25 أبريل، وبعد التقارير التي تفيد بأن تويتر كان على وشك قبول عرض ماسك، ارتفعت أسهم الموقع بنسبة 5 بالمائة. أشاد أغراوال بعملية الشراء، قائلًا إنه «فخور جدًا» بعمل تويتر،  وأكد للموظفين أنه لم يتم التخطيط لتسريح العمال. وبالمثل، أيَّد دورسي البيع، قائلًا إنَّ «استعادة موقع [تويتر] من وول ستريت هو الخطوة الأولى الصحيحة».
أشاد مشرعون جمهوريون في الكونغرس الأمريكي، مثل جيم جوردان، وإيفيت هيريل، ومارشا بلاكبيرن، وتيد كروز، بالصفقة، واصفين إياها بأنها استعادة لحرية التعبير. على العكس من ذلك، انتقد مشرعون ديمقراطيون مثل براميلا جايابال وخيسوس غارسيا وماري نيومان ومارك بوكان ماسك والصفقة ككل. أعرب الرئيس السابق دونالد ترامب عن موافقته على الصفقة لكنه صرح بأنه لن ينضم مرة أخرى إلى المنصة، حتى لو تم إلغاء الحظر،  فيما تركَ هنريك فيسكر، مصمم السيارات الكهربائية ومنافس ماسك موقع تويتر بعد وقت قصير من إعلان الاستحواذ. تساءل جيف بيزوس عما إذا كانت مصلحة تسلا التجارية في الصين ستمنح الحكومة الصينية نفوذًا على تويتر عبر ماسك، قبل أن يجيبهُ الأخير بـ «ربما لا». أعرب بعض مستخدمي ونشطاء مجتمع الميم عن مخاوفهم من الصفقة، خوفًا من أن تؤدي إعادة إنشاء حسابات تويتر المعلقة إلى خطاب الكراهية.
قال المفوض الأوروبي للسوق الداخلية، تيري بريتون: «سواء كانت سيارات أو وسائل التواصل الاجتماعي، فإنَّ أي شركةٍ تعملُ في أوروبا يجب أن تمتثل لقواعدنا - بغض النظر عن مساهمتها»، كما صرَّح الاتحاد الأوروبي[من؟] بأن القواعد الجديدة عبر الإنترنت ستعمل على إصلاح السوق الرقمية، جنبًا إلى جنب مع عمالقة التكنولوجيا.

## وصلات خارجية
- بيان صحفي